# Peter Kahlenborn

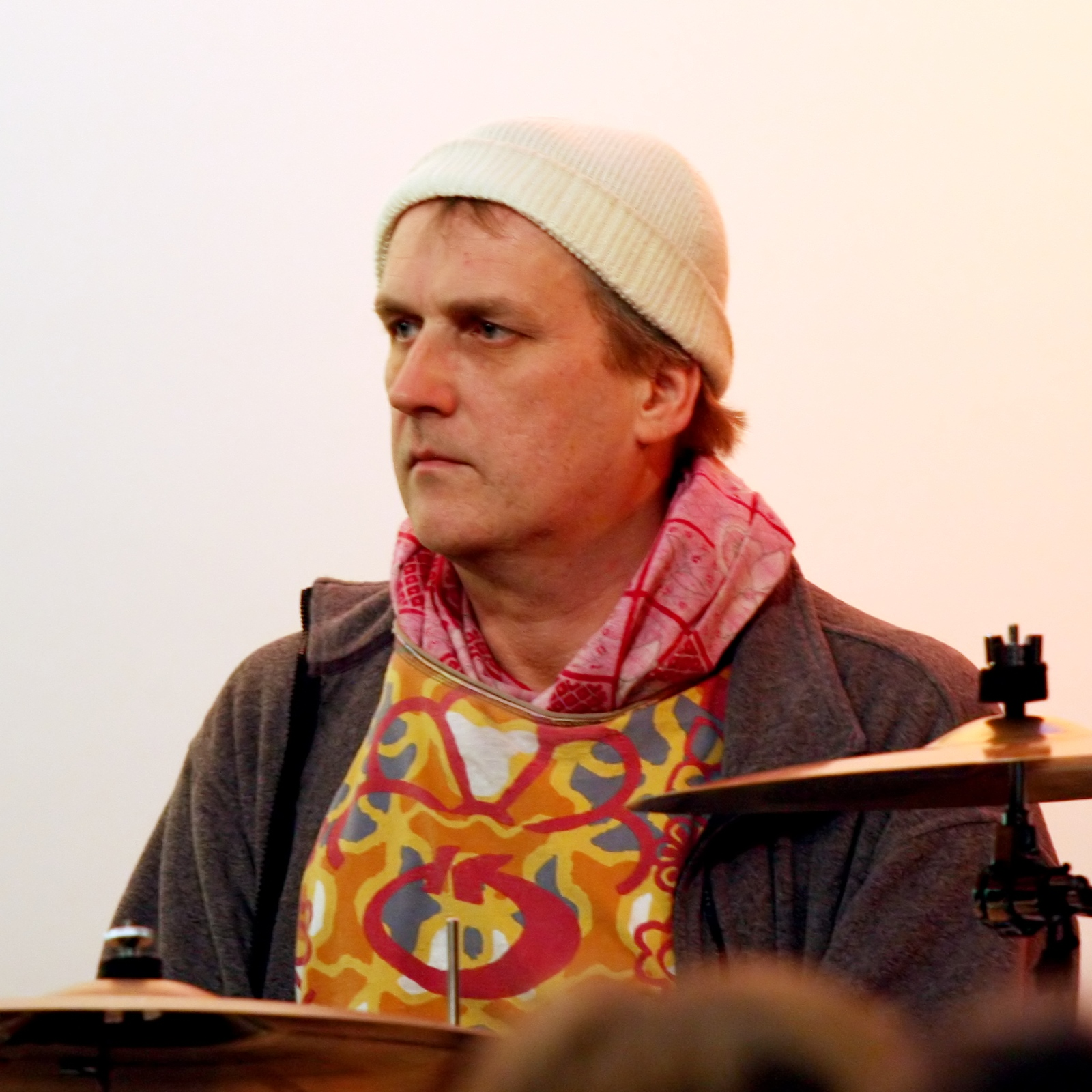
Peter Kahlenborn bei einem Auftritt mit Mariana Sadovska und der Gruppe Borderland

Peter Kahlenborn (* 1963 in Bonn) ist ein deutscher Jazzschlagzeuger, Improvisationsmusiker und Komponist.
Kahlenborn war Schüler von Mel Lewis und studierte bis 1990 an der Amsterdamse Hooge School for de Kunsten. Beim Jazzfestival Europhonics 97 trat er als Gast des Monday Night Orchestra Rhein/Ruhr mit dem Pianisten John Taylor auf. In den folgenden Jahren arbeitete er mit dem Modern String Quartet zusammen.
Mit Achim Kaufmann, Daniel Romeo und Julian Argüelles gründete er 1999 die Gruppe Music by Accident. Weiterhin arbeitete er mit Ack van Rooyen, Ferdinand Povel, Lee Konitz, Matthias Mainz, Frank Wingold, Bob Brookmeyer, Nicolas Thys, dem Kris Goessens Trio, Mariana Sadovska und anderen zusammen. Seit 2007 leitet er das Ensemble News from Wonder (mit Julian Argüelles, Kristina Brodersen, Jürgen Friedrich und Christian Ramond). Gegenwärtig (2018) hat er ein Trio mit den Gitarristen Tobias Hoffmann und Ralph Beerkircher.

## Diskographie
- Post No Bills: »Defense d. afficher« mit Ole Schmidt, Frank Wingold, Chris Weinheimer, Lu Hübsch, Sebastian Gramss
- Esperanto Musik: »Lifelines«
- Marko Kegel/Axel Hagen Quartett: »Our Trance« mit Marko Kegel, Axel Hagen, Joep Lumeij
- Jarry Singla: »Blumenbein«, mit Julian Argüelles (ts), Volker Heinze (b)
- Jarry Singla: »Planetarium« mit Julian Argüelles (ts), Christian Ramond (b)
- Jarry Singla: »Daji Tulaji« mit Julian Argüelles (ts), Christian Ramond (b)
- Lee Konitz, Axel Hagen Quartet: »Jonquil« mit Marco Kegel (as), Joep Lumeij (b) und »The Gustav Klimt String-Quartet«
- Chuck Israels – Axel hagen Quartett: »Chaconne a Son Gout« mit Chuck Israels (b) John Ruocco (ts/cl), Axel Hagen (git)
- Peter Kahlenborn Trio: »Vesica Pisces« mit Tobias Hoffmann und Ralph Beerkircher